# Штедионица
Штедионица је финансијска институција чија је примарна намена примање улога за штедњу и плаћање камате на те улоге.
Штедионице су настале у Европи током 18. века са циљем да обезбеде приступ улогу за штедњу свим нивоима популације. Често удружене са социјалним добром ове ране банке често су биле конципиране да подстичу људе са ниским дохотком да чувају новац и да имају приступ банкарским услугама. Основале су их државне управе или социјалне групе или организације као што су кредитна удружења. Биле су обликоване на различите начине у разним земљама током 20. века.
Појава електронског банкарства крајем 20. века довела је до нове фазе развоја штедионице са онлајн штедионицом путем које су клијентима који услугама приступају искључиво путем интернета исплаћиване више каматне стопе.

## Историја
У Европи, штедионице су настале у 19., па чак и у 18. веку. Њихов првобитан циљ је био обезбедити лако приступачну уштеду робе свим слојевима популације. У неким државама, штедионице је покренула држава, док у другим, друштвено ангажовани појединци су поставили темеље да би се успоставила неопходна инфраструктура.
1914. године у делу Нови студентски референтни рад писало је о пореклу: 
Француска тврди да је мајка свих штедионица, на основу ове тврдње о штедионици за коју се наводи да је основана 1765. године у 
Брумату, али је познато да је идеја о штедионици предложена у Енглеској већ 1697. године. Постојале су штедионице у Хамбургу, у Немачкој, 1778. године, и у Берну, у Швајцарској, 1787. године. Прва енглеска штедионица је основана 1799. године, и поштанске штедионице су покренуте у Енглеској 1861. године. 

Прва закупљена штедионица у Сједињеним Америчким Државама је била Институција за штедњу у Бостону, која је регистрована 13. децембра 1816. године. Друштвена фондација штедње Филаделфије је почела да послује исте године, али није била регистрована до 1819. године. 1818. године банке за штедњу су биле регистроване у Балтимору и Салему, и 1819. године у Њујорку, Хартфорду, Њупорту и Провиденсу.